# Kill the Noise
Kill the Noise, właśc. Jacob Stanczak (ur. 28 stycznia 1981 w Rochester, Nowy Jork) – amerykański producent muzyczny, tworzący muzykę z gatunku dubstep, drum and bass i house. Na początku kariery tworzył muzykę pod pseudonimem Ewun. W 2006 roku wraz z DJ Craze założył wytwórnię muzyczną Slow Roast Records. Jego częstym muzycznym kolaborantem jest amerykański artysta Skrillex, z którym Kill the Noise wyprodukował min. singiel zespołu Korn "Narcissistic Cannibal".

## Dyskografia
LP
- Occult Classic (2015)

EP
- Roots (2010)
- Kill Kill Kill (2011)
- Roots Remixed (2012)
- BLVCK MVGIC (2012)
- Black Magic (Remixes) (2013)